# Bjala Reka (Smoljan)
Bjala Reka (Bulgaars: Бяла река) is een dorp in Bulgarije. Het dorp is gelegen in de gemeente Roedozem, oblast Smoljan. Het dorp ligt hemelsbreed ongeveer 13 km ten zuidoosten van Smoljan en 181 km ten zuidoosten van de hoofdstad Sofia.

## Bevolking
Op 31 december 2020 telde het dorp Bjala Reka 237 inwoners.
|  |

In het dorp wonen vooral etnische Bulgaren. In de optionele volkstelling van 2011 identificeerden 227 van de 249 ondervraagden zichzelf als etnische Bulgaren, oftewel 91,2% van alle ondervraagden. De rest van de bevolking heeft geen etnische achtergrond gespecificeerd. 
| Etnische samenstelling van de respondenten (2011) | Etnische samenstelling van de respondenten (2011) | Etnische samenstelling van de respondenten (2011) | Etnische samenstelling van de respondenten (2011) | Etnische samenstelling van de respondenten (2011) |
| ------------------------------------------------- | ------------------------------------------------- | ------------------------------------------------- | ------------------------------------------------- | ------------------------------------------------- |
|                                                   |                                                   |                                                   |                                                   |                                                   |
| Bulgaren                                          | Bulgaren                                          |                                                   | 91,2%                                             | 91,2%                                             |
| Turken                                            | Turken                                            |                                                   | 0,0%                                              | 0,0%                                              |
| Roma                                              | Roma                                              |                                                   | 0,0%                                              | 0,0%                                              |
| Anders/Onbekend                                   | Anders/Onbekend                                   |                                                   | 8,8%                                              | 8,8%                                              |